# L'Intervention de Protéa

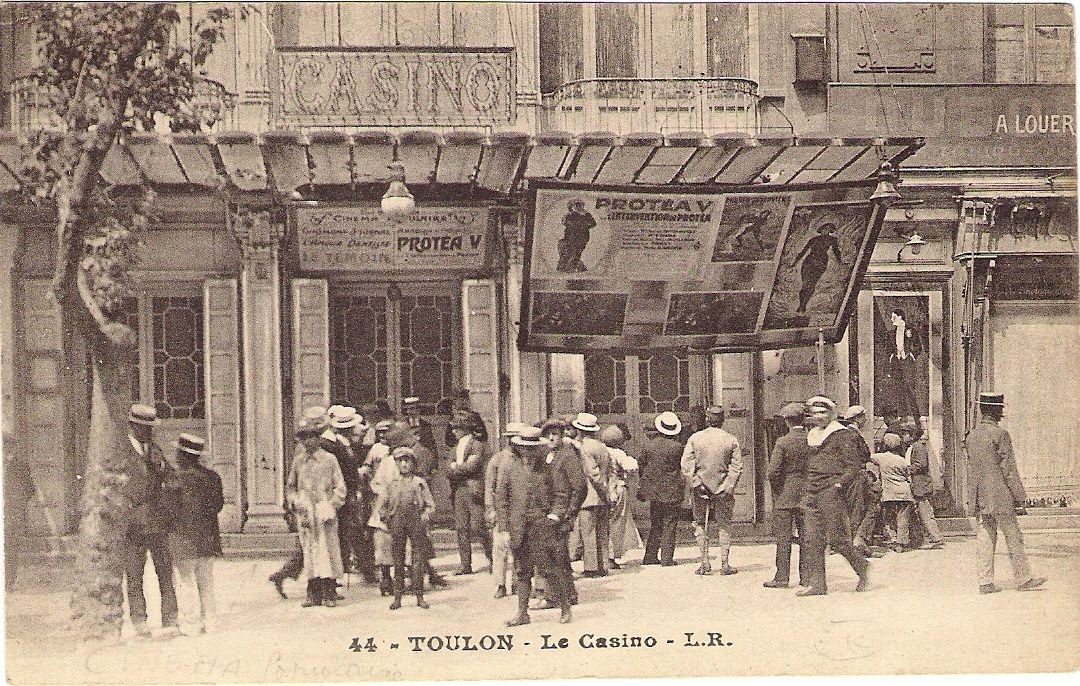
Façade du cinéma toulonnais « Le Casino » projetant L'Intervention de Protéa, vers 1919.

L'Intervention de Protéa est un film muet français réalisé par Jean-Joseph Renaud, sorti en 1919.
Ce film d'espionnage en quatre parties est le cinquième et dernier épisode de la série Protéa mettant en scène une détective patriote, adepte des déguisements et pratiquant le jiu-jitsu (Josette Andriot, dont c'est le dernier film). Il souffre d'une certaine incohérence du scénario et du très grand nombre d'intertitres — plus d'une centaine — parfois très longs.

## Synopsis
Protéa est appelée à l'aide pour résoudre le mystérieux assassinat d'un peintre morphinomane dans le salon du directeur d'un journal patriotique. Mais des inconnus semblent ne pas vouloir que l'enquête aboutisse. Ses talents d'investigatrice et de combattante à mains nues ne seront pas de trop pour résoudre cette ténébreuse affaire.

## Fiche technique
- Titre : Protéa V ou l'intervention de Protéa
- Réalisation : Jean-Joseph Renaud
- Scénario : Jean-Joseph Renaud
- Société de production : Société Française des Films Éclair
- Pays d'origine :  France,  États-Unis
- Langue : film muet avec les intertitres  en français, en anglais américain
- Format : Noir et blanc — 35 mm — 1,33:1 — Muet
- Métrage : 1 350 mètres
- Genre : Film d'espionnage
- Durée : 67 minutes (1 h 7)
- Dates de sortie : 
  - France : 14 janvier 1919

## Distribution
- Josette Andriot : Protéa
- Henri Maillard : Laurent Martin
- Raoul Praxy : Jean Brunière
- Marie-Louise Iribe : Asphodèle
- Dolly Esmond : Lina Londt

## Titres et réalisateurs des précédents épisodes
1. Protéa, film réalisé par Victorin-Hippolyte Jasset et sorti le 9 septembre 1913
2. Protéa II : Protéa et l'auto infernale, film réalisé par Joseph Faivre et sorti le 12 juin 1914
3. Protéa III : La course à la mort, film réalisé par Joseph Faivre et sorti le 12 novembre 1915
4. Protéa IV : Les mystères du château de Malmort, film réalisé par Gérard Bourgeois et sorti le 21 septembre 1917